# Samia treadawayi
Samia treadawayi es una especie de lepidóptero ditrisio perteneciente a la familia Saturniidae descrita por primera vez por Stefan Naumann en 1988, distribuida con endemismo en la provincia de Palawan. El color de fondo es marrón oliva oscuro. Las antenas son cuadripectinadas. El holotipo de la especie fue descrita en el Monte Salakot, a 350 metros (1148,3 pies) de altitud.
La isla de Palawan ha estado aislada durante tanto tiempo que el género tuvo tiempo suficiente para desarrollar especies endémicas, y está tan distante de las otras islas que desde entonces ha habido un flujo genético mínimo con las otras especies de las islas vecinas.